# Perverse oltre le sbarre
Perverse oltre le sbarre è un film del 1984, diretto da Willy S. Regant (alias Gianni Siragusa).

## Trama
La bella meticcia Conchita sottrae e nasconde a un'organizzazione criminale un gruzzolo in diamanti. Incarcerata, fa valere il suo carisma, nonostante sia contrastata da Helga e dalla dura direttrice. L'organizzazione tenta d'eliminare la traditrice inviando un sicario nel carcere, ma senza successo. Conchita ed Helga organizzano un piano d'evasione, nascondendosi dentro due bare alimentate da maschere a ossigeno. Conchita, che vuole recuperare i diamanti solo per sé, uccide Helga. A sua volta Rosy, loro falsa amica, svuota la bombola di ossigeno di Conchita e le ruba la chiave del nascondiglio dei diamanti. Le meticcia muore soffocata nella bara.